# Ліферов Євген Вікторович
Євген Вікторович Ліферов (нар. 25 березня 1966) — радянський, таджикистанський та російський футболіст, нападник иа півзахисник. Виступав за збірну Таджикистану.

## Життєпис
Вихованець душанбинського спортінтернату. Розпочав грати на дорослому рівні під час служби в армії в складі таллінської «Зірки» в першості Естонської РСР. З 1987 року виступав у другій лізі за «Вахш» з Курган-Тюбе, провів чотири неповних сезони та зіграв 89 матчів.
Влітку 1990 року перейшов у провідну команду Таджицької РСР — душанбинський «Памір». Дебютний матч зіграв у Кубку СРСР 18 липня 1990 проти «Уралмашу». У вищій лізі дебютував 9 вересня 1990 року в матчі проти «Металіста», замінивши на 84-й хвилині Рустама Забірова. Всього в 1990 році зіграв дві арєдинки в чемпіонаті СРСР (в обох виходив на заміну в кінцівці матчу) та один матч у Кубку країни. У 1991 році теж був в заявці команди, але на поле не виходив. У першій половині 1992 року виступав у чемпіонаті Таджикистану. Учасник півфінального матчу останнього розіграшу Кубку СРСР 1991/92 проти ЦСКА.
Зіграв один матч за національну збірну Таджикистану — 11 липня 1992 року проти Туркменістану.
Восени 1992 року грав у першій лізі України за «Ворсклу», зіграв 13 матчів та відзначився 2 голами, причому вперше відзначився в своєму дебютному матчі у воротах очаківської «Артанії».
У 1994 році виступав у другій лізі Росії за «Авангард» (Коломна). Команду в тому сезоні очолював колишній тренер «Вахша» та «Паміру» Марк Туніс, і в ній, окрім Ліферова, грало декілька гравців з Таджикистану.
З 1995 року до кінця кар'єри виступав за команди півдня Росії, в основному на аматорському рівні. У професіональному футболі зіграв ще 9 матчів в 1998 році в складі армавірського «Торпедо».
Після закінчення ігрової кар'єри живе в Краснодарському краї. Одружений, має двох доньок.
Станом на 2017 рік тренував аматорську команду села Андрюки.